# Agnat
Agnat là một xã thuộc tỉnh Haute-Loire nam trung bộ nước Pháp. Xã Agnat nằm ở khu vực có độ cao trung bình 667 mét trên mực nước biển.